# Valsequillo de Gran Canaria
Valsequillo de Gran Canaria er en by og kommune i det sydvestlige Spanien på øen Gran Canaria i provinsen Las Palmas, De Kanariske Øer. Den har et indbyggertal på 9.768 (2024) indbyggere.